# Frasier
Frasier er en amerikansk komedieserie (sitcom), der handler om radio-psykiateren Frasier Crane, som bliver spillet af Kelsey Grammer, og hans familie, som består af Martin Crane (John Mahoney), Niles Crane (David Hyde Pierce), og husholdersken Daphne Moon (Jane Leeves). Der blev lavet 11 sæsoner af Frasier, fra 1993 til 2004, som senere blev en af de allermest sete serier nogensinde. Serien blev skabt af David Angell, Peter Casey og David Lee, der også skabte Sams Bar og Wings.
Frasier blev vist på NBC igennem alle 11 sæsoner, fra 16. september 1993 til 13. maj 2004. Showet blev en af de allermest populære sitcoms blandt seere og kritikere og vandt 39 Emmy Awards igennem årene.

## Handling
Psykiateren Dr. Fraiser Crane vender tilbage til sin hjemby Seattle, Washington; efter sin skilsmisse valgte han at rejse væk fra Boston og starte på en frisk. Hans planer var at være single, men før at denne plan overhovedet kunne begynde, blev hans liv kompliceret, da han blev nødt til at tage sig af sin far (Martin Crane) som ikke længere kunne klare sig selv.
Men Frasier ville også starte en ny karriere, og det kunne han ikke, hvis han skulle bruge hele dagen sammen med sin far. Derfor hyrede han en fysioterapeut, som kunne tage sig af Martin. Han havde flere af dem til samtaler om jobbet, men han synes ikke rigtig, der var nogen af dem, der duede. Til sidst kom der en ung kvinde ind, som var noget helt for sig selv, en britisk kvinde ved navn Daphne Moon, som påstod at ånder snakkede til hende, og at hun var synsk. Frasier ville ikke have hende, men Martin synes hun var charmerende på sin helt egen måde, så Frasier blev overtalt og valgte at ansætte hende. Daphne havde ikke noget sted at bo, så hvis hun skulle tage sig af Martin, ville hun også bo i Frasiers lejlighed. Martin overtalte også Frasier på dette punkt. Martin havde også en hund med sig ved navn Eddie (Moose, Enzo).
Frasier kunne ikke døje Eddie, for det eneste, Eddie gjorde var at stirre og stirre på Frasier, men Martin fortalte Frasier, at det blev han nødt til at vænne sig til. Niles Crane (Frasiers bror) kom også ofte på besøg og blev en fast del af Frasiers hverdag. Niles er ligesom Frasier prætentiøs, snobbet og bedrevidende. KACL 780AM er i serien en radiostation, som laver alt fra trafikprogrammer, haveprogrammer og talkshow-programmer. De havde en ny idé om at lave et talkshow, hvis vært var en psykiater, og Frasier valgte at tage dette job. Hans producer, Roz Doyle, en kvinde som havde hundredvis af kærlighedsforhold, der altid endte i kaos, havde en meget anderledes smag end Fraiser i stort set alting. Hun blev dog en meget nær ven og fast del af serien. 
Igennem sæsonerne kom der altid et hav af jokes i hver eneste episode. De episoder, som er de mest populære, er typisk også dem, som har flest konflikter i dem: konflikter mellem Frasier og Martin, Martin og Daphne, men dog allermest Frasier og Niles Crane. I modsætning til Martin og Frasier, minder Frasier og Niles rigtig meget om hinanden som personer – de er begge snobbede og intense rivaler med hinanden, og deres jalousi mod hinanden kan ofte fornemmes. Andre ting foregik også, som fx Niles' kærlighed til Daphne, som hun slet ikke er klar over før i sæson 7, hvor Niles fortæller, hvordan han føler for hende. Man følger også Niles' hårde kamp for at tage sig sammen til at skille sig fra sin aldrig sete kone Maris.

## Medvirkende

### Hovedrolleindehavere
- Kelsey Grammer som Frasier Crane
- David Hyde Pierce som Niles Crane
- John Mahoney som Martin Crane
- Jane Leeves som Daphne Moon/Crane
- Peri Gilpin som Roz Doyle
- "Moose" og "Enzo" som Eddie (Martins hund)

Kelsey Grammer (Dr. Frasier Crane) blev bedt om at barbere sig selv i slutningen af Sams Bar, fordi producerne ikke mente, at han så ung nok ud til at være John Mahoneys søn; Mahoney er 15 år ældre i virkeligheden. Grammer sang også sangen, som altid kørte i slutningen af hvert eneste Frasier-afsnit. Sangen hedder Tossed salad and scrambled eggs og er skrevet af Bruce Miller og Daryl Phinessee.
John Mahoney (Martin Crane) fortæller i det sidste interview, som kan ses på sæson 11-dvd'en, at Kelsey Grammer ringede ham op og spurgte ligeud: "Will you be my Dad?" (dansk: "Vil du være min far?").
Jane Leeves (Daphne Moon) brugte lang tid på at studere forskellige accenter for typiske arbejdsklasse-britere for at finde den helt rigtige accent. Hun er rent faktisk selv fra Sussex. Lisa Maxwell blev originalt castet som Daphne Moon men producerne nåede frem til den konklusion, at hun ikke kunne klare rollen.
David Hyde Pierce (Dr. Niles Crane) spiller en rolle, der først på et sent tidspunkt i forberedelserne blev en del af seriens koncept. I det originale manuskript var Frasier den eneste søn – dette havde der allerede været hentydninger til i Sams Bar – men en af producerne så Pierces billede og sagde, at han lignede Kelsey Grammer på en prik, som han så ud, da han kom med i Sams Bar.
I sæson 2 af Frasier i afsnittet The Show Where Sam Shows Up siger Sam Malone, da han ser Niles for første gang, at han ser ud præcist som Frasier så ud, dengang han først lærte ham at kende tilbage i Boston.
Peri Gilpin (Roz Doyle) blev castet i stedet for Lisa Kudrow (kendt som Phoebe fra tv-serien Venner), som oprindeligt skulle have spillet Roz men i sidste øjeblik blev afskediget af producerne og erstattet med Gilpin, før indspilningen af Frasier startede.
Moose og Enzo (hunden Eddie) fik mere fanmail end nogen anden skuespiller, som nogensinde har været med i serien. Fra start til slut har Moose og Enzo tjent mere end 10,000 $ per afsnit. Moose bliver skiftet ud, da den er 10 år gammel, og erstattet af den yngre hund Enzo, som er søn af Moose.

### Gennemgående figurer
- Dan Butler som Bob "Bulldog" Briscoe
- Edward Hibbert som Gil Chesterton
- Bebe Neuwirth som Lilith Sternin
- Trevor Einhorn som Frederick Crane
- Tom McGowan som Kenny Daley
- Patrick Kerr som Noel Shempsky
- Harriet Sansom Harris som Bebe Glazer
- Marsha Mason som Sherry Dempsey
- Saul Rubinek som Donny Douglas
- Jane Adams som Mel Karnofsky
- Millicent Martin som Gertrude Moon
- Anthony LaPaglia som Simon Moon
- Brian Stokes Mitchell som Cam Winston

## Trivia
- Da sidste afsnit af Frasier blev sendt den 13. maj 2004, var der mere end 25,4 millioner faste seere.
- Kelsey Grammer var i de to sidste sæsoner verdens bedst betalte sitcom-skuespiller med en fast løn på 1,6 millioner dollar per afsnit.
- Serien vandt 37 Emmy-priser, hvilket er mere end nogen anden serie. Kelsey Grammer vandt seks, mens David Hyde Pierce vandt fire af de 37.
- Kelsey Grammer lægger stemme til The Simpsons-figuren Sideshow Bob.
- De tre sidste initialer i radiostationen KACL er fra skaberne af serien, David Angell, Peter Casey og Davis Lee. David Angell mistede livet i terrorangrebet den 11. september 2001, da et af flyene fløj ind i World Trade Center.
- I sæson 8, episode 14 (Hooping Cranes) får Niles ét forsøg til at ramme en basketkurv fra midten af banen – og han rammer. I virkeligheden måtte David Hyde Pierce bruge 27 forsøg, før han fik bolden i kurven.
- Der er skrevet flere bøger om serien. Af dem kan nævnes: The Best of Frasier, Cafe Nervosa: The Connoisseur's Cookbook, Frasier, The Frasier Scripts, Goodnight Seattle, The Very Best of Frasier.

## Sæson 1
- Episode 1: The Good Son – Frasier Crane er flyttet fra Boston til Seattle for at starte et nyt liv her. Her møder han sin bror Niles. De beslutter sig for i fællesskab at tage ud og besøge deres far, Martin. Frasier tilbyder at Martin, hans hund Eddie og hans fysioterapeut Daphne, kan flytte ind i hans nye lejlighed.

- Episode 2: Space Quest – Frasier har svært ved at indordne sig under de nye forhold der opstår efter Martin, Daphne og Eddie er flyttet ind i hans lejlighed. Især om morgenen når de står op og når han blot vil sidde i ro og mag og læse en god bog, opstår der ofte problemer.

- Episode 3: Dinner At Eight – Frasier og broderen Niles beslutter sig for at invitere Martin ud på en ny fin restaurant i Seattle. Da de ankommer til restauranten er deres reservation tilsyneladende forsvundet, så de ikke kan få et bord alligevel. Martin beslutter derfor at de i stedet skal tage ud på hans yndlings restaurant "The Timber Mill", som er en del anderledes end hvad Frasier og Niles havde forestillet sig...

- Episode 4: I Hate Frasier Crane – Frasier bliver godt gal da han opdager at en kronikør, Derek Mann, i en avisspalte har skrevet "Jeg hader Frasier Crane". Kritikken går på at han synes at Frasiers radioshow er elendigt, hvilket naturligvis får Frasier til at svarer igen ved at svine Derek Mann til i sit radioprogram. Derek ringer ind og udfordrer Frasier til kamp...

- Episode 5: Here's Looking at You – Frasier køber et teleskop til sin far. Da Martin en dag står og kigger over på den anden side, får han øje på en kvinde der som ham selv kigger over på ham i et teleskop. Martin finder ud af at kvinden hedder Irene, og da telefonen kort tid efter ringer hos Frasier, beslutter Martin sig for at benytte chancen til at invitere hende ud.

- Episode 6: The Crucible – Frasier proklamere i sit radioshow at han ejer et ægte maleri af Martha Paxton. Kort tid efter ringer hun til ham, og han benytter lejligheden til at invitere hende med til en privat fest hjemme hos ham. Frasier er naturligvis stolt over at have en berømthed med til sin fest, desværre falder det hele fra hinanden da Marthe Paxton fortæller ham og resten af selskabet at billedet blot er en kopi.

- Episode 7: Call Me Irresponsible –

- Episode 8: Beloved Infidel –

- Episode 9: Selling Out – Frasier holder fast på sin integritet som doktor. Han mener ikke, at han vil være den rette til at læse et reklamespot op for en Kinesisk Restaurant. På vej ud af sit studie møder han for første gang Bebe Glasier, der med sine djævelske tricks får overtalt Frasier til at læse reklamer op. Det hele går som det skal, lige indtil han bliver bedt om at anbefale noget han går imod, da de er usunde – nødder!

- Episode 10: Oops – Der opstår sladder om at KACL har planer om at fyre en af radioværterne, pga. besparelser. Frasier overbevises hurtigt om at den uheldige må være Bulldog, og da Bulldog overhører dette ved en fejl, farer han op på til chefen og sviner ham til, hvortil han naturligvis mister jobbet. Nu er gode råd dyre for Frasier, der pines af dårlig samvittighed over at have medvirket til fyringen af sin kære kollega.

- Episode 11: Death Becomes Him – Frasier slæber Martin med til lægen, men får i venteværelset besked om at Martins læge netop er død efter en blodprop. Selvom Frasier ikke kendte lægen, bliver han besat af tanken om at det kunne have været ham selv.

- Episode 12: Miracle on 3rd or 4th Street – Julen nærmer sig, og Frasier glæder sig umådeligt meget til at holde den i selskab med sin søn Frederik og resten af familien. Da det viser sig at Frederik ikke kommer alligevel, lader Frasier sin frustration gå ud over Martin i et skænderi, og ender nu med at måtte holde juleaften på radiostationen. Senere på aftenen besøger han den lokale diner, og finder her ud af, at der er både håb og hjælp at hente fra selv de laveste lag i samfundet.

- Episode 13: Guess Who's Coming to Breakfast – Frasier kommer ved et uheld til at nævne at Martin har en affære med en kvinde fra samme bygning som han selv bor i. Hun bliver meget pinlig berørt og Martin bliver rasende. Frasier får dårlig samvittighed og beslutter sig for live i sit radioprogram, at bede hende om at komme over til Martin samme aften. Desværre lytter de fleste andre i opgangen med og stiller sig op foran Frasiers leglighed samme aften for at vente på hun kommer. Da hun endelig kommer bliver hun skræmt over de mange mennesker og flygter tilbage til elevatoren, det lykkedes Frasier og at få Martin og ham selv ind i elevatoren for at få fred for de mange mennesker.

- Episode 14: Can't By Me Love -

- Episode 15: Can't Tell A Crook by It's Cover – Martin inviterer 3 kammerater over til en omgang poker. Han beder Frasier om at gætte hvem af hans kammerater han tror har siddet i fængsel. I mellemtiden Lykkedes det Daphne at få en date med en af kammeraterne som hedder Jimmy. Det viser sig imidlertid at det er Jimmy der har siddet i fængsel, så Frasier prøver forgæves at overtale Daphne til at aflyse deres date. Derfor beslutter Frasier sig for at rådføre sig med Niles, så de fællesskab kan forpurre deres date...

- Episode 16: The Show Where Lilith Comes Back – Lilith kommer på overraskelsesbesøg hos Frasier, under påskud om at skulle til konference i Seattle. Hendes skjulte dagsorden viser sig dog at være at få Frasier tilbage igen, efter hun har fundet et efterladt brev fra ham, hvor han opfordrer hende til det samme. Brevet er dog ikke så nyt som hun troede, men spørgsmålet er stadig om der noget håb for at de to kan få genoprettet et fast forhold...

- Episode 17: A Midwinther Night's Dream – Niles bekender overfor Frasier at hans ægteskab er begyndt at skride lidt i sømmene. Frasier foreslår at Niles pepper tingene lidt op ved at klæde sig ud, næste gang han og Maris skal i seng. Planen går dog ikke helt som forventet, og Niles ender med at blive smidt ud, og må overnatte hos Frasier, iført piratkostume. Dagen efter forsøger Niles at glatte tingene ud ved at invitere Maris på en romantisk middag i hjemlige omgivelser. Et par uforudsete hændelser gør dog at tingene endnu engang går modsat ventet, og Niles ender alene med Daphne i sit hus, uden strøm...

- Episode 18: And The Wimper is... – For første gang nogensinde bliver Roz og Frasier nomineret til den hædersfyldte Seabee-award. Selvom nomineringen i sig selv er en ære, spirer der sig hastigt et håb blandt de to, om at også at blive årets vindere af prisen.

- Episode 19: Give Him The Chair – Frasier er godt træt af Martins lænestol, så han beslutter sig for at forære den bort og erstatte den med en ny. Martin bliver rasende og forlanger sin gamle stol tilbage. Frasier overgiver sig og indvilger i at skaffe den tilbage, men det er lettere sagt end gjort. Først efter lang tid lykkedes det dem at finde frem til lænestolen på et lille skoleteater. Problemet er bare at læreren ikke er interesseret i at skille sig af med stolen igen...

- Episode 20: Fortysomething – Alderen er begyndt at trykke, synes Frasier, men måske kan et forhold til den unge ekspeditrice i tøjforretningen hjælpe på tingene?

- Episode 21: Travels With Martin – I et forsøg på at bygge et sundt forhold op til sin far, tilbyder han Martin at vælge en rejse af frit valg, som de to kan tage på sammen. Til Frasiers bitre fortrydelse, vøæger Martin at de skal på kør-selv-ferie rundt i staterne, i en autocampter. Begge for dog hurtigt bagtanker om turen nu også er en god idé, og inviterer Niles og Daphne med. Firkløveren ender nu på en begivelsesrig rejse til bl.a. Canada.

- Episode 22: Author, Author – Niles skal være forfatter, problemet er bare at nogen allerede har skrevet om hans emne. Derfor vil forlæggeren have et ny oplæg. Da forlæggeren og Niles mødes, sidder Frasier også ved bordet. Forlæggeren ser en idé i en bog omkring psykologien imellem to brødre. Niles og en tøvende Frasier går med på idéen.

- Episode 23: Frasier Crane's Day Off – Frasier går hen og bliver ramt af en slem forkølelse, og for at forhindre at kollegaen Gil i mellemtiden snupper hans sendetid, overtaler han Niles til at vikariere for sig. I sine febervildelelser bliver Frasier dog hurtigt overbevist om at det hele er et komplot mod ham, og at hans eneste håb er at nå ned på radiostationen for at genindtage sin post. Men stærk medicin og 40 grader i feber, viser sig hurtigt at være dårlige forudsætninger for at køre et direkte radioprogram.

- Episode 24: My Coffee With Niles – Der er nu gået et år siden Frasier for første gang kom til Seattle. På et af de mange møder Frasier og Niles har på Café Nervosa, spørger Niles om Frasier er lykkelig...

 Dette afsnit eller denne liste er kun påbegyndt. Hvis du ved mere om emnet, kan du hjælpe Wikipedia ved at tilføje mere.